# Blake Ritson
 (juin 2019).
Si vous disposez d'ouvrages ou d'articles de référence ou si vous connaissez des sites web de qualité traitant du thème abordé ici, merci de compléter l'article en donnant les références utiles à sa vérifiabilité et en les liant à la section « Notes et références ».
Blake Ritson, né le 14 janvier 1978 à Londres, est un acteur britannique. 

## Biographie
Blake Ritson commença à jouer tout en poursuivant ses études, d'abord à la Dolphin School dans le Berkshire, puis à Cambridge. Il est aussi scénariste et réalisateur avec son frère aîné Dylan Ritson.
Il tient le rôle de Mr Elton dans Emma, la mini-série télévisée de 2009 pour BBC One et a joué Edmund Bertram dans le Mansfield Park de 2007 d'Iain B. MacDonald pour ITV1. Il a également joué le rôle du roi d'Angleterre Édouard III dans la série télévisée Un monde sans fin, la suite de la série Les Piliers de la Terre. En 2013, il incarne le comte Girolamo Riario dans la série Da Vinci's Demons.
Il est fiancé à Hattie Morahan[réf. nécessaire].

## Filmographie
- 1996 : Breaking the Code
- 1997 : Knight School
- 1999 : Shooting the Past
- 2000 : The League of Gentlemen
- 2001 : London's Burning
- 2001 : Urban Gothic (série télévisée) dans l'épisode The End : Dave Matthews
- 2002 : AKA de Duncan Roy
- 2007: Mansfield Park (série télévisée BBC) : Edmund Bertram
- 2008 : RocknRolla
- 2009 : Dead Man Running : Jarvis
- 2009 :  Emma (BBC Série télévisée) : Mr Elton
- 2010 : The Crimson Petal and The White
- 2010 : Maîtres et Valets : George de Kent
- 2012 : Week-end royal (Hyde Park on Hudson) de Roger Michell
- 2012 : Un monde sans fin (A World Without End, série télévisée, suite de Les Piliers de la Terre, inspiré du roman de Ken Follett).
- 2013-2015 : Da Vinci's Demons : Comte Girolamo Riario
- 2018 : Krypton : Brainiac / Rao (voix)
- 2021 : Hitman and Bodyguard 2 (The Hitman's Wife's Bodyguard) de Patrick Hughes
- 2022 : The Gilded Age : Oscar van Rhijn
- 2023 : The Crown
- 2024 : Le Comte de Monte-Cristo de Bille August

## Doublage

### Jeux vidéo
- 2011 : Xenoblade Chronicles : Alvis
- 2012 : The last story : Jirall
- 2016 : Dark souls III : Faucon-du-Breuil
- 2023 : Xenoblade Chronicles 3 : Un avenir retrouvé : Alpha